# Acanthemblemaria betinensis
Acanthemblemaria betinensis är en fiskart som beskrevs av Smith-vaniz och Palacio, 1974. Acanthemblemaria betinensis ingår i släktet Acanthemblemaria och familjen Chaenopsidae. Inga underarter finns listade i Catalogue of Life.